# Bekkadi, Alur
Bekkadi là một làng thuộc tehsil Alur, huyện Hassan, bang Karnataka, Ấn Độ.